# Kabinett Späth II
Das Kabinett Späth II reagierte in der 8. Wahlperiode des Landtags Baden-Württemberg das Land Baden-Württemberg.
| Amt                                                                                         | Name                                | Partei | Partei |
| ------------------------------------------------------------------------------------------- | ----------------------------------- | ------ | ------ |
| Ministerpräsident                                                                           | Lothar Späth                        |        | CDU    |
| Stellvertretender Ministerpräsident                                                         | Gerhard Weiser                      |        | CDU    |
| Minister für Ernährung, Landwirtschaft, Umwelt und Forsten                                  | Gerhard Weiser                      |        | CDU    |
| Inneres                                                                                     | Roman Herzog (bis 4. Oktober 1983)  |        | CDU    |
| Inneres                                                                                     | Heinz Eyrich (ab 5. Oktober 1983)   |        | CDU    |
| Wissenschaft und Kunst                                                                      | Helmut Engler                       |        | CDU    |
| Kultus und Sport                                                                            | Gerhard Mayer-Vorfelder             |        | CDU    |
| Justiz                                                                                      | Heinz Eyrich                        |        | CDU    |
| Finanzen                                                                                    | Guntram Palm                        |        | CDU    |
| Wirtschaft, Mittelstand und Verkehr                                                         | Rudolf Eberle                       |        | CDU    |
| Arbeit, Gesundheit und Sozialordnung                                                        | Dietmar Schlee                      |        | CDU    |
| Bundesangelegenheiten                                                                       | Annemarie Griesinger                |        | CDU    |
| Staatssekretär im Staatsministerium                                                         | Roland Gerstner                     |        | CDU    |
| Staatssekretär als Landesbeauftragter für Behinderte im Innenministerium                    | Robert Ruder                        |        | CDU    |
| Politischer Staatssekretär im Ministerium für Kultus und Sport                              | Theo Balle                          |        | CDU    |
| Politischer Staatssekretär im Ministerium für Wissenschaft und Kunst                        | Norbert Schneider                   |        | CDU    |
| Politischer Staatssekretär im Justizministerium                                             | Eugen Volz                          |        | CDU    |
| Politischer Staatssekretär im Finanzministerium                                             | Heinz Heckmann                      |        | CDU    |
| Politischer Staatssekretär im Ministerium für Wirtschaft, Mittelstand und Verkehr           | Ernst Ludwig (bis 15. Februar 1984) |        | CDU    |
| Politischer Staatssekretär im Ministerium für Ernährung, Landwirtschaft, Umwelt und Forsten | Ventur Schöttle                     |        | CDU    |
| Politischer Staatssekretär im Ministerium für Arbeit, Gesundheit und Sozialordnung          | Kurt Härzschel                      |        | CDU    |